# Barca (stolica biskupia)
Barca, Barka (łac. Dioecesis Barcaea) – stolica historycznej diecezji w cesarstwie rzymskim w prowincji Libia Pentapolitana, współcześnie w Libii. Obecnie katolickie biskupstwo tytularne. Od 2003 Barca jest stolicą wakującą.
Barca to starożytne miasto w krainie Creta et Cyrene. U schyłku antyku znajdowała się tu rezydencja biskupów. Obecnie w pobliżu dawnej Barki znajduje się libijskie miasto Al-Mardż.

## Biskupi Barki
- Zefiryn (wzmiankowany w 325) – zwolennik arianizmu

- Zenobiusz (wzmiankowany w 431)
- Teodor (wzmiankowany w 449)

## Biskupi tytularni
| Lp. | Biskup                         | Funkcja                                                           | Od                  | Do                   |
| --- | ------------------------------ | ----------------------------------------------------------------- | ------------------- | -------------------- |
| 1   | Paweł Piotr Rhode              | biskup pomocniczy Chicago (USA)                                   | 22 maja 1908        | 15 lipca 1915        |
| 2   | Adolf Szelążek                 | biskup pomocniczy płocki                                          | 29 lipca 1918       | 14 grudnia 1925      |
| 3   | Alfred-Odilon Comtois          | biskup pomocniczy Trois Rivières (Kanada)                         | 26 lutego 1926      | 24 grudnia 1934      |
| 4   | José Gaspar d’Afonseca e Silva | biskup pomocniczy São Paulo (Brazylia)                            | 23 lutego 1935      | 29 lipca 1939        |
| 5   | Manoel da Silveira d’Elboux    | biskup pomocniczy Ribeirão Preto (Brazylia)                       | 10 stycznia 1940    | 22 lutego 1946       |
| 6   | Rufino Santos                  | biskup pomocniczy Manilii (Filipiny) biskup polowy Filipin        | 25 sierpnia 1947    | 10 lutego 1953       |
| 7   | Expedito Eduardo de Oliveira   | biskup pomocniczy Fortalezy (Brazylia)                            | 1 października 1953 | 25 lutego 1959       |
| 8   | Ferdinand Piontek              | wikariusz kapitulny niemieckiej części archidiecezji wrocławskiej | 23 maja 1959        | 2 listopada 1963     |
| 9   | Joseph Thomas Daley            | biskup pomocniczy, koadiutor Harrisburga (USA)                    | 25 listopada 1963   | 19 października 1971 |
| 10  | Zekarias Yohannes              | biskup pomocniczy Asmary (Etiopia)                                | 29 stycznia 1981    | 17 lipca 1984        |
| 11  | Andraos Salama                 | biskup pomocniczy aleksandryjski (Egipt)                          | 1 listopada 1988    | 21 marca 2003        |